# Yuriko Yoshitaka
Yuriko Yoshitaka (吉高 由里子 Yoshitaka Yuriko?,  Tokio, Japón, 22 de julio de 1988) es una actriz japonesa, afiliada a Amuse, Inc.

## Carrera
Yoshitaka hizo su debut actoral en 2006. En 2007, interpretó el papel principal en la adaptación de la galardonada novela de Hitomi Kanehara, Hebi ni Piasu. En ella retrata a Lui, una adolescente cuya vida entra en una espiral decadente tras conocer a Ama, un joven cubierto de tatuajes quien se convierte en su novio. El filme le daría reconocimiento nacional. En 2009, en una encuesta realizada por Oricon, Yoshitaka fue la quinta actriz joven más prometedora y la celebridad femenina más reciente. En 2010, Oricon nuevamente realizó una encuesta sobre la actriz más prometedora, con Yoshitaka posicionándose en el primer lugar.
En 2008, apareció en el vídeo musical de la banda Flow, Arigato. Ese mismo año obtuvo su primer papel protagonista en el drama de comedia Konno a Asobo e interpretó el papel principal en la película Yubae Shōjo antes del lanzamiento teatral de Hebi ni Piasu. En 2009, Yoshitaka interpretó a Kairi Hayakawa en el drama de comedia romántica Love Shuffle. Más tarde ese año, le dio vida a Yūki Matsunaga en el drama policial Tokyo Dogs, donde actuó junto a Shun Oguri y Hiro Mizushima.
En 2010, interpretó a tres hermanas en una serie de drama de corta duración titulada Tofu Shimai. El 13 de mayo de 2010, se anunció su participación en la serie de drama Mioka retratando a una estudiante universitaria con una enfermedad incurable. Este fue su primer papel principal en una serie. En 2011, interpretó a Tae Kojima en la adaptación en dos partes del manga Gantz. También interpretó el papel principal en la película de Kōji Maeda, Konzen Tokkyū, retratando a una joven que sale con varios hombres con la esperanza de encontrar a la persona adecuada para casarse. La película fue estrenada en la primavera de 2011. 
Desde el 31 de marzo de 2014 hasta el 27 de septiembre de 2014, interpretó a Hanako Muraoka en Hanako to Anne, una serie dramática transmitida por NHK. También fue anfitriona de la 65.ª edición de los Kōhaku Uta Gassen en la víspera de Año Nuevo de 2014 junto con Arashi.

## Vida personal
Mientras se preparaba para su papel en Hebi ni Piasu, Yoshitaka estuvo involucrada en un accidente automovilístico en septiembre de 2007. Sufrió una fractura de mandíbula y permaneció en la unidad de cuidados intensivos durante cinco días.

## Filmografía

### Televisión
| Año  | Título                                           | Papel                  | Notas                             |
| ---- | ------------------------------------------------ | ---------------------- | --------------------------------- |
| 2006 | Jikō Keisatsu                                    |                        | Episodio 6                        |
| 2006 | Children                                         |                        | Drama especial                    |
| 2006 | PS Rashōmon                                      |                        | Episodio 2                        |
| 2006 | Ii Onna                                          |                        |                                   |
| 2007 | Jodan Ja Nai!                                    |                        | Episodio 8                        |
| 2007 | Yonimo Kimyona Monogatari: Countdown             |                        |                                   |
| 2008 | Ashita no Kita Yoshio                            | Shinobu Yoimachi       |                                   |
| 2008 | Atsuhime                                         | Otetsu                 | Drama taiga                       |
| 2008 | Konno-san to Asobo                               | Miyuki Konno           | Principal                         |
| 2008 | Average                                          |                        |                                   |
| 2008 | Taiyō to Umi no Kyōshitsu                        | Akari Yashima          |                                   |
| 2008 | Tonsure                                          | Mika Kashiwaba         | Principal junto a Yōichi Nukumizu |
| 2008 | Average 2                                        |                        |                                   |
| 2008 | The Naminori Restaurant                          |                        |                                   |
| 2009 | Love Shuffle                                     | Kairi Hayakawa         |                                   |
| 2009 | Hontō ni Atta Kowai Hanashi: Chi Nurareta Ryokan | Moe Yasuda             | Principal                         |
| 2009 | Shiroi Haru                                      | Shiori Nishida         |                                   |
| 2009 | Ikemen Shin Sobaya Tantei                        |                        | Episode 5 guest appearance        |
| 2009 | Tokyo Dogs                                       | Yūki Matsunaga         |                                   |
| 2010 | Tofu Shimai                                      | Kinuyo, Momen y Yuriko | Principal                         |
| 2010 | Mioka                                            | Mioka Minegishi        | Principal                         |
| 2011 | Watashi ga Renai Dekinai Riyuu                   | Saki Ogura             | Principal                         |
| 2012 | Vampire Prosecutor 2                             | Luna                   |                                   |
| 2013 | Galileo                                          | Misa Kishitani         | Principal                         |
| 2014 | Hanako to Anne                                   | Hanako Muraoka         | Principal                         |
| 2017 | Tōkyō Tarareba Musume                            | Rinko Kamata           | Principal                         |

### Películas
| Año  | Título                                       | Papel                       | Notas         |
| ---- | -------------------------------------------- | --------------------------- | ------------- |
| 2005 | Zoo                                          | "Seven Rooms" Room 7 girl   |               |
| 2006 | Noriko's Dinner Table                        | Yuka Shimbara               |               |
| 2007 | Maruyamacho                                  | Seta                        |               |
| 2007 | Kayokyoku Dayo, Jinsei wa                    |                             |               |
| 2007 | Adrift in Tokyo                              | Fufumi                      |               |
| 2008 | Yubae Shōjo                                  |                             | Principal     |
| 2008 | Cyborg She                                   | Student in the 22nd Century |               |
| 2008 | Kimi no Tomodachi                            | Hanai Kyōko                 |               |
| 2008 | Hebi ni Piasu                                | Lui                         | Principal     |
| 2009 | Juryoku Pierrot                              | Natsuko                     |               |
| 2009 | Kaiji Jinsei Gyakuten Game                   | Yumi Ishida                 |               |
| 2010 | Subete wa Umi ni Naru                        |                             |               |
| 2011 | Gantz                                        | Tae Kojima                  |               |
| 2011 | Gantz: Perfect Answer                        | Tae Kojima                  |               |
| 2011 | Konzen Tokkyū                                | Chie                        | Principal     |
| 2012 | Robo-G                                       | Yoko Sasaki                 |               |
| 2012 | We Were There                                | Nanami Takahashi            | Principal     |
| 2012 | Bokura ga Ita                                | Nanami Takahashi            | Principal     |
| 2013 | Yokomichi Yonosuke                           | Shoko Yosano                |               |
| 2013 | Manatsu no Hōteishiki                        | Misa Kishitani              |               |
| 2017 | Yurigokoro                                   | Misako                      | Principal     |
| 2018 | Criminal for the Prosecution                 | Saho Tachibana              |               |
| 2020 | Your Eyes Tell (Kimi no Me ga Toikakete Iru) | Kaori Mei                   | [ 12 ] [ 13 ] |

## Premios y nominaciones
| Año  | Premio                          | Categoría           | Película              | Resultado |
| ---- | ------------------------------- | ------------------- | --------------------- | --------- |
| 2007 | Festival de Cine de Yokohama    | Mejor artista nuevo | Noriko's Dinner Table | Ganadora  |
| 2008 | Premios de la Academia Japonesa | Mejor artista nuevo | Hebi ni Piasu         | Ganadora  |
| 2009 | Blue Ribbon Awards              | Mejor artista nuevo | Hebi ni Piasu         | Ganadora  |
| 2009 | Japan Movie Critics Awards      | Mejor actriz nueva  | Hebi ni Piasu         | Ganadora  |
| 2018 | Premios de la Academia Japonesa | Mejor actriz        | Yurigokoro            | Pendiente |